# Rachid Bouchareb
Rachid Bouchareb (París, 1 de septiembre de 1953) es un director de cine francés de ascendencia argelina.
Sus películas han sido elegidas ocho veces para representar a Argelia en los premios Óscar en la categoría de mejor película internacional siendo nominado en tres ocasiones. Las películas nominadas han sido Poussières de vie (1995), Indigènes (2006) y Hors-la-loi (2010). Las otras elegidas han sido Cheb, Little Senegal, London River (descalificada), La route d'Istanbul y London River.

## Filmografía
- 1976: La Pièce (cortometraje)
- 1977: La Chute (cortometraje)
- 1978: Le Banc (cortometraje)
- 1983: Peut-être la mer (cortometraje)
- 1985: Bâton Rouge
- 1991: Cheb
- 1994: Poussières de vie
- 2000: Little Senegal (Premio al Mejor largometraje en la edición 11 del Festival de cine africano de Milán)
- 2005: L'Ami y'a bon
- 2006: Indigènes
- 2006: Tage des Ruhms
- 2008: Niloofar
- 2009: London River
- 2010: Hors-la-loi
- 2014: La voie de l'ennemi
- 2016: La route d'Istanbul
- 2018: Le Flic de Belleville
- 2022: Nos frangins

## Premios y distinciones
Premios Óscar
| Año  | Categoría                 | Película          | Resultado |
| ---- | ------------------------- | ----------------- | --------- |
| 1996 | Mejor película extranjera | Poussières de vie | Nominado  |
| 2007 | Mejor película extranjera | Indigènes         | Nominado  |
| 2011 | Mejor película extranjera | Hors-la-loi       | Nominado  |

Premios César
| Año  | Categoría            | Película      | Resultado |
| ---- | -------------------- | ------------- | --------- |
| 2007 | Mejor película       | Indigènes     | Nominado  |
| 2007 | Mejor director       | Indigènes     | Nominado  |
| 2007 | Mejor guion original | Indigènes     | Ganador   |
| 2012 | Mejor guion adaptado | Omar m'a tuer | Nominado  |
| 2017 | Mejor película       | Ma Loute      | Nominado  |

Festival Internacional de Cine de Cannes
| Año  | Categoría                                          | Película  | Resultado |
| ---- | -------------------------------------------------- | --------- | --------- |
| 1991 | Premio de la Juventud a la mejor película francesa | Cheb      | Ganador   |
| 2006 | François Chalais Award                             | Indigènes | Ganador   |